# 노동대상
노동대상(독일어: Arbeitsgegenstand)이란 마르크스주의 정치경제학에서 말하는, “인간의 노동이 적용되는 모든 것”이다. 목재나 석탄 같은 천연자원이 될 수도 있고, 이미 한 번 노동이 투하되어 가공된 것이 노동대상이 될 수도 있다. 전자의 경우 천연자원, 후자의 경우 원자재가 이에 해당한다. 
노동대상은 인간의 노동, 노동수단과 함께 생산과정의 3대 기본요소를 이룬다.